# Kreisarchiv Böblingen
Das Kreisarchiv Böblingen ist die zentrale Einrichtung zur Bewahrung und Dokumentation der historischen Überlieferungen des Landkreises Böblingen. Es fungiert als „Gedächtnis der Verwaltung“ und stellt wertvolle Ressourcen für die Forschung und die interessierte Öffentlichkeit bereit.

## Geschichte
Die Ursprünge des Kreisarchivs Böblingen reichen bis ins frühe 19. Jahrhundert zurück. Seine Bestände sind nach den Vorgängerbehörden des heutigen Landkreises gegliedert:
- Oberämter Herrenberg, Leonberg und Böblingen (1803–1938)
- Landkreise Leonberg und Böblingen (1938–1972)
- Landkreis Böblingen (seit 1973)[1]

## Aufgaben und Bestände
Das Kreisarchiv Böblingen hat die Aufgabe, die historischen Überlieferungen aller Ämter des Landratsamts zu sammeln, zu bewahren und zugänglich zu machen. Die Aktenbestände spiegeln das Leben der Bevölkerung in verschiedenen Facetten wider, darunter Arbeit, Alltag, Wirtschaft, Soziales und Kultur. Sie dokumentieren zudem die Wechselwirkungen zwischen großer Politik und alltäglichem Leben, beispielsweise die Auswirkungen der Befreiungskriege gegen Napoleon auf die lokale Bevölkerung.
Neben amtlichen Dokumenten verfügt das Archiv über umfangreiche Sammlungen:
- Fotografien, Landkarten und Zeitungen: Diese Medien bieten visuelle und schriftliche Einblicke in die Vergangenheit der Region.
- Nachlässe ab dem 19. Jahrhundert: Persönliche Dokumente und Korrespondenzen ergänzen das Bild der regionalen Geschichte.
- Heimatgeschichtliche Präsenzbibliothek: Sie bietet umfassende Informationen über die Geschichte der Gemeinden und Städte im Landkreis.
- Historische Forstbibliothek: Einzigartige Sammlung, die die Forstgeschichte seit dem Ende des 18. Jahrhunderts dokumentiert.
- Schulbuchsammlung: Umfasst baden-württembergische Schulbücher seit den 1950er Jahren.

## Projekte
Das Kreisarchiv Böblingen initiiert und betreut zahlreiche Projekte, die sich mit der Erforschung und Vermittlung der regionalen Geschichte befassen. Diese Projekte bieten umfassende Einblicke in die Vergangenheit des Landkreises und machen historische Informationen einer breiten Öffentlichkeit zugänglich.
- Zeitreise-BB: Bietet einen umfassenden Überblick über die Geschichte der Gemeinden und Städte des Landkreises Böblingen von der Vor- und Frühgeschichte bis ins 20. Jahrhundert. Die Inhalte stammen aus wissenschaftlichen und heimatgeschichtlichen Publikationen und sind mit Bildmaterial illustriert. Ursprünglich 2003/2004 initiiert, wurde die Webseite 2018/2019 überarbeitet und steht seitdem unter der Leitung des Kreisarchivs.
- Zeitzeugen-BB: Ein Filmprojekt, in dem Zeitzeuginnen und Zeitzeugen über ihr Leben im 20. Jahrhundert berichten. Die Interviews, die zwischen Oktober 2019 und Februar 2020 aufgenommen wurden, decken die späten 1930er bis 1960er Jahre ab und bieten persönliche Einblicke in die damalige Zeit.
- Kleindenkmale-BB: Präsentiert nahezu 3000 Kleindenkmale im Landkreis Böblingen, die von über 100 Ehrenamtlichen erfasst, fotografiert und dokumentiert wurden. Das Projekt wurde in Zusammenarbeit mit dem Landesamt für Denkmalpflege beim Regierungspräsidium Stuttgart durchgeführt.

## Publikationen (Auswahl)
- „So musste ich wieder wandern“  Lebenserinnerungen von Helene Gerlach. Kreisarchiv Böblingen, 2002.